# عزیز هروی
عزیز هروی (زادهٔ ۱۹۵۲) یک موسیقی‌دان اهل افغانستان است که از سال ۱۹۸۵ در ساکرامنتو، کالیفرنیا زندگی می‌کند. تخصص او در نواختن سازهای دوتار و رباب است. او تاکنون هفت آلبوم منتشر کرده‌است. موسیقی او ترکیبی از ابزار و سبک‌های فارسی و هندوستانی است.